# 2025年世界运动会运动攀岩比赛
2025年世界运动会运动攀岩比赛是2025年世界运动会的一个项目，于2025年8月14日-16日在中国成都市天府新区天府公园内举行。本届世界运动会共设置速度赛一个分项，男子和女子各设个人、个人四条道和接力共计6个小项。

## 资格赛
所有项目的资格来源于2024年攀岩世界杯。

## 奖牌榜
*   主办国家/地区（中国）
| 排名                     | 国家 / 地区              | 金牌 | 銀牌 | 銅牌 | 总计 |
| ------------------------ | ------------------------ | ---- | ---- | ---- | ---- |
| 1                        | 中国*                    | 5    | 3    | 2    | 10   |
| 2                        | 印度尼西亚               | 1    | 1    | 1    | 3    |
| 3                        | 美国                     | 0    | 2    | 1    | 3    |
| 4                        |                          | 0    | 0    | 1    | 1    |
| 4                        | 韩国                     | 0    | 0    | 1    | 1    |
| 总计（共5个国家 / 地区） | 总计（共5个国家 / 地区） | 6    | 6    | 6    | 18   |

## 奖牌得主
| 项目       | 金牌                                             | 银牌                                       | 铜牌                                        |
| 男子个人   | Chu Shouhong · 中国（CHN）                       | 萨姆·沃森 · 美国（USA）                    | Long Jianguo · 中国（CHN）                  |
| 男子四条道 | Long Jianguo · 中国（CHN）                       | Kiromal Katibin · 印度尼西亚（INA）        | 里沙德·開布林 · （KAZ）                     |
| 男子接力   | 中国（CHN） · Chu Shouhong · Long Jianguo        | 美国（USA） · Michael Hom · Logan Schlecht | 美国（USA） · Zachary Hammer · 萨姆·沃森    |
| 女子个人   | 邓丽娟 · 中国（CHN）                             | Qin Yumei · 中国（CHN）                    | Zhou Yafei (climber) · 中国（CHN）          |
| 女子四条道 | 德莎克·马德·丽塔·库苏玛·戴维 · 印度尼西亚（INA） | Qin Yumei · 中国（CHN）                    | Rajiah Sallsabillah · 印度尼西亚（INA）     |
| 女子接力   | 中国（CHN） · 邓丽娟 · Zhou Yafei (climber)      | 中国（CHN） · Qin Yumei · Zhang Shaoqin    | 韩国（KOR） · Jeong Ji-min · Sung Han-areum |

## 参赛代表团
- 中国（8）
- 印度（8）
- 意大利（8）
- 日本（8）
- （4）
- 新西兰（8）
- 波兰（4）
- 南非（8）
- 韩国（4）
- 乌克兰（4）
- 美国（8）